# 2000 في قطر
فيما يلي قوائم الأحداث التي وقعت خلال عام 2000 في قطر.

## رياضة
- 18 أبريل – دوري نجوم قطر 2000–01

## موسيقى

### ألبومات
من الألبومات التي صدرت هذه السنة في قطر:
- 1 يناير – الحب المستحيل من غناء كاظم الساهر.

## مواليد

### يناير
- 1 يناير – علي بن فطيس المري

### فبراير
- 2 فبراير – ناصر اليزيدي لاعب كرة قدم قطري.

### يونيو
- 7 يونيو – خالد محمد لاعب كرة قدم قطري.

### أغسطس
- 17 أغسطس – هاشم علي عبداللطيف
- 17 أغسطس – هاشم علي فنان تشكيلي يمني.